# John Kirwan
Sir John Joseph Kirwan  (Auckland, 16 de dezembro de 1964) é um ex-jogador e técnico neozelandês de rugby. Como jogador, passou tanto pelo rugby union como pelo rugby league e atuava na posição de ponta.
Na época de jogador, foi atrapalhado por lesões  - chegou a sofrer de depressão quando ainda era considerado uma promessa. Mas, quando em forma, era considerado imparável. Ao realizar sua última partida pela seleção neozelandesa, tradicionalmente a mais forte do rugby union  e onde é considerado uma lenda, havia feito 35 tries, então um recorde nos All Blacks, em 63 jogos e dez anos de serviços. Os 63 jogos faziam dele ser, ao lado do astro Jonah Lomu, o ponta que mais jogou pelos All Blacks, sendo superado em 2010 por Joe Rokocoko. Na primeira Copa do Mundo de Rugby Union, sediada na própria Nova Zelândia, em 1987, Kirwan foi quem mais fez tries no torneio: seis, incluindo dois na semifinal, contra o País de Gales, e outro na vitoriosa final diante da França.
Na década de 1990, Kirwan chegou a passar pela modalidade rugby league, secundária em seu país  mas com certo apelo em sua Auckland natal. Foi no time de league da cidade, o New Zealand Warriors, que compete no campeonato australiano, que o ponta atuou neste código. De volta ao union, encerrou a carreira no Japão, em 1999.
Começou a carreira de técnico em 2002, anunciado pela Seleção Italiana de Rugby. A Itália, que nunca conseguiu passar da fase de grupos nas Copas do Mundo de Rugby, fez uma decente participação na Copa de 2003, com duas vitórias (sobre Canadá e Tonga). No comando dos Azzurri, conseguiu vencer ainda Gales em 2003 e a Escócia em 2004,  mas cinco derrotas sucessivas em 2005 fizeram Kirwan perder o cargo.
Em 2007, voltou ao Japão, desta vez para treinar a Seleção Japonesa de Rugby. Historicamente marcado por apenas perder nas Copas, sob Kirwan os nipônicos conseguiram dois empates, ambos contra o Canadá, na Copa de 2007 e na na de 2011, e passaram a ser vistos como competidores reais, em constraste com a imagem anterior. Os japoneses, sob ele, venceram a Copa das Nações do Pacífico, derrotando Tonga, Fiji e ficando à frente de Samoa.
Em 2012, ele foi técnico dos prestigiados Barbarians, e em 2013 assumiu o comando do clube Blues.